# Quincy Jones
Quincy Delight Jones jr. (Chicago, 14 maart 1933 – Los Angeles, 3 november 2024) was een Amerikaans muziekproducent, muzikant en songwriter. Hij was van oorsprong jazzmuzikant, maar vanaf 1951 oogstte hij aan de lopende band successen als arrangeur en producer.

## Levensloop

### Loopbaan
Nadat Jones in de jaren vijftig van de twintigste eeuw met grootheden als Dinah Washington, Lionel Hampton en Dizzy Gillespie had gespeeld, legde hij zich vanaf de jaren zestig toe op het schrijven, arrangeren en produceren van muziek. Aanvankelijk bleef hij trouw aan de jazzwereld, maar langzamerhand breidde hij zijn werkterrein uit naar de filmmuziek en de pop. Hoewel hij met talloze artiesten heeft gewerkt, blijft Michael Jackson (vanwege de productie van het miljoenenalbum Thriller) nog altijd de meest genoemde. 
Het nummer Chump Change fungeert als tune van het Nederlandse sportprogramma op de radio, Langs de Lijn. Ook is zijn nummer Soul Bossa Nova uit het album Big Band Bossa Nova bekend als soundtrack bij de Austin Powers-films.
Jones werd in zijn carrière 79 keer voor een Grammy Award genomineerd en won er 28, waaronder een Grammy Legend Award in 1991. Voorts kreeg hij een Emmy Award en zeven nominaties voor een Oscar, waarvan hij er geen enkele won.

### Persoonlijk leven
Jones is drie keer getrouwd geweest: met Jeri Caldwell (1957 - 1966), model Ulla Andersson (1967 - 1974), en actrice Peggy Lipton (1974 - 1990). Van 1991 tot 1997 woonde hij samen met actrice Nastassja Kinski, met wie hij een dochter heeft. Hij kreeg zeven kinderen, waaronder twee dochters met Lipton: Kidada Jones en actrice Rashida Jones. Zijn zoon met Ulla Andersson, Quincy Jones III, is een bekende producent die begin jaren 80 aan de wieg stond van de Zweedse hiphop.
Jones overleed op 3 november 2024 op 91-jarige leeftijd.

## Sociaal activist
Jones is een van de oprichters van het Institute for Black American Music (IBAM), dat fondsen werft voor de oprichting van een nationale bibliotheek van Afro-Amerikaanse kunst en muziek. In de jaren 70 startte hij met The Quincy Jones Workshops; jongeren uit de binnensteden kregen er een opleiding in musiceren en acteren.
Samen met Bono van U2 ondersteunde hij acties voor de minstbedeelden.
Hij richtte de Quincy Jones Listen Up Foundation op, een non-profitorganisatie die jongeren in contact brengt met onderwijs, technologie, muziek en cultuur. Een van de programma's die de organisatie heeft opgezet, is een interculturele uitwisseling tussen kansarme jongeren uit Los Angeles en Zuid-Afrika. De organisatie werkte samen met the Global Forum en Hani Masri en kreeg steun van de Wereldbank, VN-organisaties en grote bedrijven. In 2004 kon hierdoor het We Are the Future-project worden gelanceerd, dat kansen biedt aan arme kinderen en kinderen die leven conflictgebieden. Dit project werd met een concert en voor een publiek van een half miljoen mensen voorgesteld in Rome.

## Discografie
| Jaar | Titel                                                       | Label         | U.S. Chart-posities | U.S. Chart-posities | U.S. Chart-posities    | Certificaten   |
| Jaar | Titel                                                       | Label         | Billboard 200       | Jazz Albums         | Top R&B/Hip-Hop Albums | Certificaten   |
| ---- | ----------------------------------------------------------- | ------------- | ------------------- | ------------------- | ---------------------- | -------------- |
| 1955 | Jazz Abroad                                                 | EmArcy        | -                   | -                   | -                      |                |
| 1956 | This Is How I Feel About Jazz                               | ABC-Paramount | -                   | -                   | -                      |                |
| 1957 | Go West, Man!                                               | ABC-Paramount | -                   | -                   | -                      |                |
| 1958 | Quincy's Home Again                                         | Metronome     | -                   | -                   | -                      |                |
| 1959 | The Birth of a Band!                                        | Mercury       | -                   | 21                  | -                      |                |
| 1959 | The Great Wide World of Quincy Jones                        | Mercury       | -                   | -                   | -                      |                |
| 1960 | I Dig Dancers                                               | Mercury       | -                   | -                   | -                      |                |
| 1961 | Around the World                                            | Mercury       | -                   | -                   | -                      |                |
| 1961 | Newport '61                                                 | Mercury       | -                   | -                   | -                      |                |
| 1961 | The Great Wide World of Quincy Jones Live (in Zurich!)      | Mercury       | -                   | 24                  | -                      |                |
| 1961 | The Quintessence                                            | impulse!      | -                   | -                   | -                      |                |
| 1962 | Big Band Bossa Nova                                         | Mercury       | 112                 | -                   | -                      |                |
| 1963 | Quincy Jones Plays Hip Hits                                 | Mercury       | -                   | -                   | -                      |                |
| 1964 | Quincy Jones Explores the Music of Henry Mancini            | Mercury       | -                   | -                   | -                      |                |
| 1964 | Golden Boy                                                  | Mercury       | -                   | -                   | -                      |                |
| 1964 | I/We Had a Ball                                             | Limelight     | -                   | -                   | -                      |                |
| 1965 | Quincy Plays for Pussycats                                  | Mercury       | -                   | -                   | -                      |                |
| 1965 | Quincy's Got a Brand New Bag                                | Mercury       | -                   | -                   | -                      |                |
| 1969 | Walking in Space                                            | A&M           | 56                  | 2                   | 6                      |                |
| 1970 | Gula Matari                                                 | A&M           | 63                  | 2                   | 16                     |                |
| 1971 | Smackwater Jack                                             | A&M           | 56                  | 1                   | 11                     |                |
| 1972 | Ndeda (Compilation)                                         | Mercury       | 73                  | 12                  | -                      |                |
| 1973 | You've Got It Bad Girl                                      | A&M           | 94                  | 1                   | 14                     |                |
| 1974 | Body Heat                                                   | A&M           | 6                   | 1                   | 1                      | - US: Gold     |
| 1975 | Mellow Madness                                              | A&M           | 16                  | 1                   | 3                      |                |
| 1976 | I Heard That!!                                              | A&M           | 43                  | 1                   | 16                     |                |
| 1978 | Sounds...and Stuff Like That!!                              | A&M           | 15                  | 1                   | 4                      | - US: Platinum |
| 1981 | Quincy Jones Live at the Budokan                            | A&M           | -                   | -                   | -                      |                |
| 1981 | The Dude                                                    | A&M           | 10                  | 3                   | 3                      | - US: Platinum |
| 1982 | The Best (Compilation)                                      | A&M           | 122                 | 17                  | 45                     |                |
| 1985 | The Best of Quincy Jones Volume 2 (Compilation)             | A&M           | -                   | -                   | -                      |                |
| 1989 | Back on the Block                                           | Qwest         | 9                   | 1                   | 1                      | - US: Platinum |
| 1993 | Miles & Quincy Live at Montreux (with Miles Davis)          | Warner Bros.  | -                   | 1                   | -                      |                |
| 1995 | Q's Jook Joint                                              | Qwest         | 32                  | 1                   | 6                      | - US: Platinum |
| 1999 | From Q with Love (Compilation)                              | Warner Bros.  | 72                  | 1                   | 31                     |                |
| 2000 | Basie and Beyond (The Quincy Jones/Sammy Nestico Orchestra) | Warner Bros.  | -                   | 10                  | -                      |                |
| 2001 | Q - The Musical Biography of Quincy Jones (Compilation)     | Rhino         | -                   | -                   | -                      |                |
| 2004 | The Original Jam Sessions 1969 (with Bill Cosby)            | Concord Jazz  | -                   | 12                  | -                      |                |
| 2010 | Q Soul Bossa Nostra                                         | Interscope    | 86                  | -                   | 15                     |                |

### NPO Radio 2 Top 2000
Van Quincy Jones stond alleen Chump Change in 2024 in de NPO Radio 2 Top 2000, op plek 1053.

## Filmscores en soundtracks
- The Pawnbroker (Mercury, 1965)
- Mirage (Mercury, 1965)
- The Slender Thread (Mercury, 1965)
- Walk, Don't Run (Mainstream, 1966)
- The Deadly Affair (Verve, 1967)
- Enter Laughing (Liberty, 1967)
- Banning (1967)
- In the Heat of the Night (United Artists, 1967)
- In Cold Blood (Colgems, 1967)
- A Dandy in Aspic (1968)
- The Counterfeit Killer (1968)
- Jigsaw (1968)
- For Love of Ivy (ABC, 1968)
- The Hell with Heroes (1968)
- The Split (1968)
- Mackenna's Gold (RCA Victor, 1969)
- The Italian Job (Paramount, 1969)
- The Lost Man (Uni, 1969)
- Bob & Carol & Ted & Alice (Bell, 1969)
- John and Mary (A&M, 1969)
- Cactus Flower (Bell, 1969)
- Last of the Mobile Hot Shots (1970)
- The Out of Towners (1970)
- They Call Me Mister Tibbs! (United Artists, 1970)
- Brother John (1971)
- The Anderson Tapes (1971)
- Honky (1971)
- $ (Reprise, 1971)
- Sanford and Son Theme (1972)
- The Hot Rock (Prophesy, 1972)
- The New Centurions (1972)
- The Getaway (1972)
- Roots (A&M, 1977)
- The Wiz (1978)
- The Color Purple (Quest, 1985)

## Albums geproduceerd door Quincy Jones (selectie)
- Nana Mouskouri - The girl from Greece sings (Fontana Records, 1962)
- Julius Watkins - French Horns for my lady (Philips, 1962)
- Dizzy Gillespie - Dizzy on the French Riviera (Philips, 1962)
- Dizzy Gillespie - New Wave! (Philips, 1963)
- Damita Jo - This one’s for me (Mercury Records, 1963)
- Lesley Gore - Lesley Gore sings of mixed-up hearts (Mercury Records, 1963)
- Shirley Horn – Shirley Horn With Horns (Mercury Record, 1963)
- Lesley Gore - Boys, boys, boys (Mercury Records, 1964)
- Timi Yuro – The Amazing Timi Yuro (Mercury Records, 1964)
- Sarah Vaughn – Viva! (Mercury Records, 1964)
- Sarah Vaughn – Sarah Vaughn sings the Mancini songbook (Mercury Records, 1965)
- Aretha Franklin - Hey now hey (The other side of the sky) (Atlantic Records, 1973)
- The Brothers Johnson - Right On Time (A&M Records, 1977)
- Michael Jackson - Off the Wall (Epic Records, 1979)
- George Benson - Give me the night (Warner Brothers Records, 1980)
- The Brothers Johnson - Light up the night (A&M Records, 1980)
- Patti Austin - Every home should have one (QWest Records, 1981)
- Donna Summer - Donna Summer (Geffen Records, 1982)
- Michael Jackson - Thriller (Epic Records, 1982)
- James Ingram - It’s your night (QWest Records, 1983)
- Frank Sinatra - L.A. is my lady (QWest Records 1984)
- Aretha Franklin – Aretha's Jazz (Atlantic Records, 1984)
- Michael Jackson - Bad (Epic Records, 1987)